# SN 2007jb
SN 2007jb – supernowa typu Ia odkryta 4 września 2007 roku w galaktyce A002633+0002. W momencie odkrycia miała maksymalną jasność 21,10m.